# Новая готика
Не путать с  архитектурным стилем неоготика.
Новая готика (англ. New Gothic) или неоготика (англ. Neo-Gothic) — направление в современном искусстве, работы которого посвящены тьме и ужасу. Темами произведений являются унижения, травмы, потери, руины и т. п.

## Выставка в Бостоне
В 1997 году в Институте современного искусства в Бостоне под руководством Кристофа Груненберга прошла выставка под названием Gothic, которую можно рассматривать в качестве первого признания нового направления в искусстве. На выставке были представлены работы Джейка и Диноса Чепменов, Майка Келли, Грегори Крюдсона, Роберта Гобера, Джима Ходжеса, Дугласа Гордона, Эбигейл Лейн, Тони Уэслера, Алексис Рокман и Синди Шерман.

## Манифест
Манифест направления — The Neo Gothic Art Manifesto — был написан художником и куратором торонтской галереи «Лилит» Чарльзом Моффатом, представителем субкультуры готов, в 2001 году. Моффат подчёркивал, что новое направление не связано с готической или неоготической архитектурой. В 2003 году в манифест были внесены изменения, однако в целом его смысл остался прежним. В 2006 году манифест был опубликован в European Art Magazine
Согласно манифесту, искусство новой готики является продолжением субкультуры готов. Большая часть манифеста посвящена описанию мировоззрения готов, которое основано на сопротивлении существующим нормам и гедонизме. В качестве духовного отца новой готики назван Франческо Гойя в период раннего романтизма.

## Теоретические исследования
Появление нового направления было исследовано несколькими искусствоведами. В книге Франчески Гевин 2008 года Hell Bound: New Gothic Art направление охарактеризовано как «искусство страха» (англ. the art of fear). В качестве иллюстрации термину Гевин называет работы Бэнкса Вайолетта, Дэвида Нунана и Габриэлы Фридриксдоттир, а также Кристиана Янковски, Марни Вебер, Бу Савилла, Теренса Коха и Мэтью Стоуна. В дальнейшем в качестве представителей направления Гевин упоминает Олафа Бройнинга, Tal R, Д-р Лакру, Абдулу Васа, Джосса Маккинли, Джонатана Мезе, Рэймонда Петтибона, Сью Вебстер и Рики Суоллоу. Гевин отмечает, что художники направления часто черпают вдохновение из культур экстремального металла, хардкор-панка, мотоциклетных клубов, порнографии, слэшеров и других проявлений массовой культуры.
В книге, сопровождавшей выставку Gothic в Бостоне, исследована западная традиция готического искусства и сделан вывод о его возрождении в конце XX века практически во всех формах искусства, включая живопись.
По мнению нескольких исследователей, возрождение интереса к готическому искусству является следствием общей тревожности современного мира и ответом на такие получившие известность явления, как терроризм, педофилия, серийные убийства, война и изменения климата.